# Joan Miró

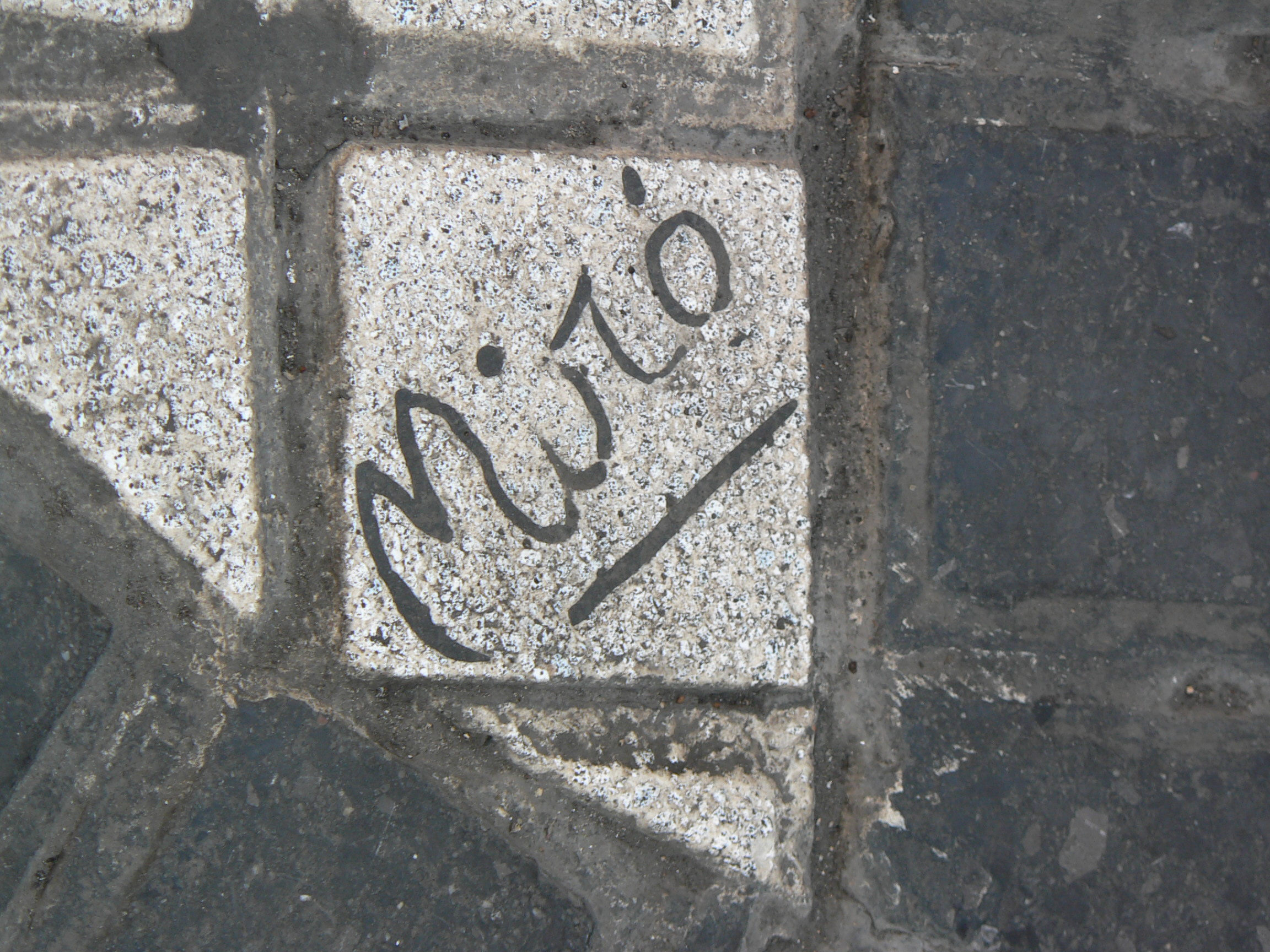
Joan Miró signatuur

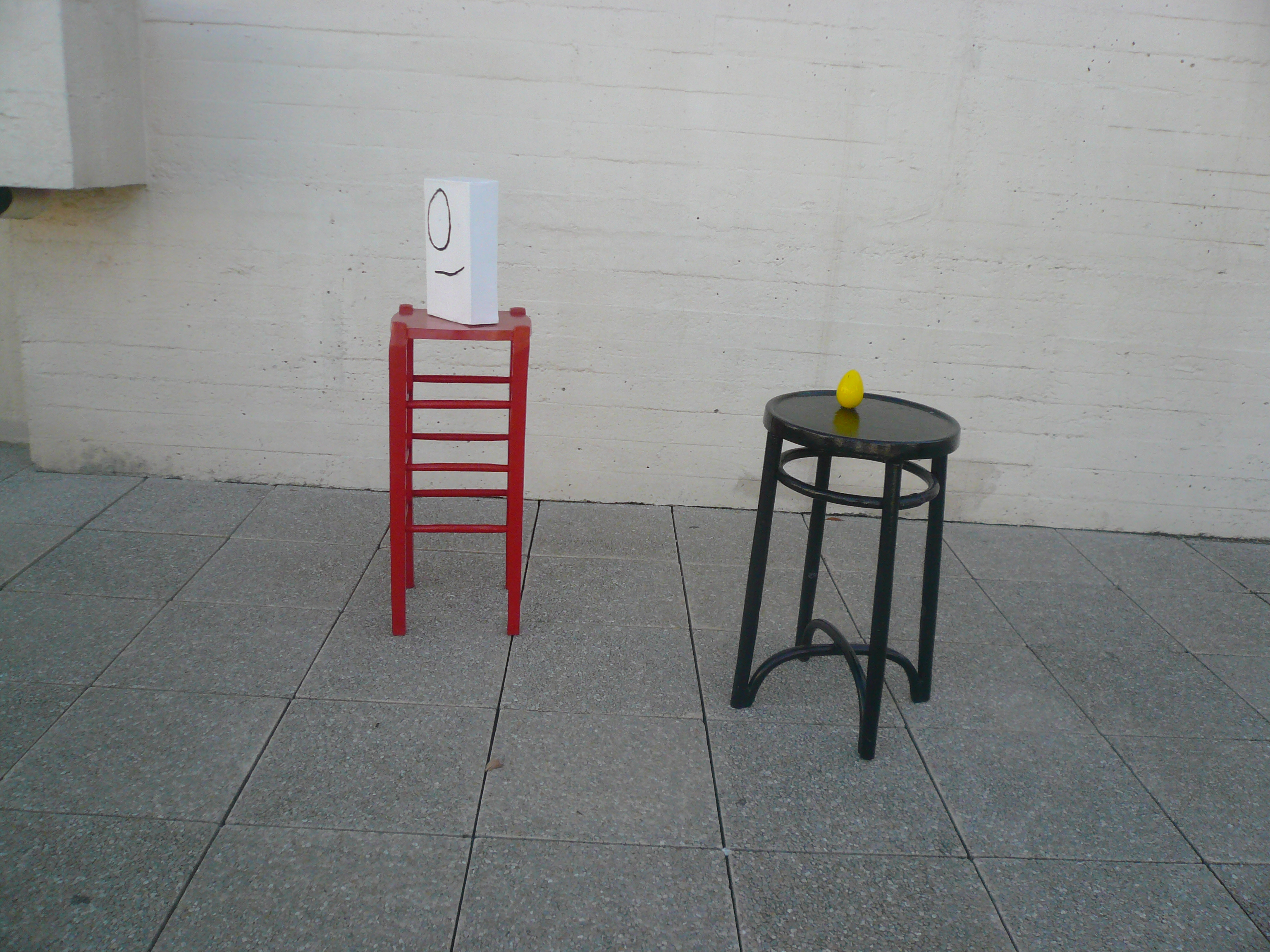
Sculptuur in de Fundació Joan Miró

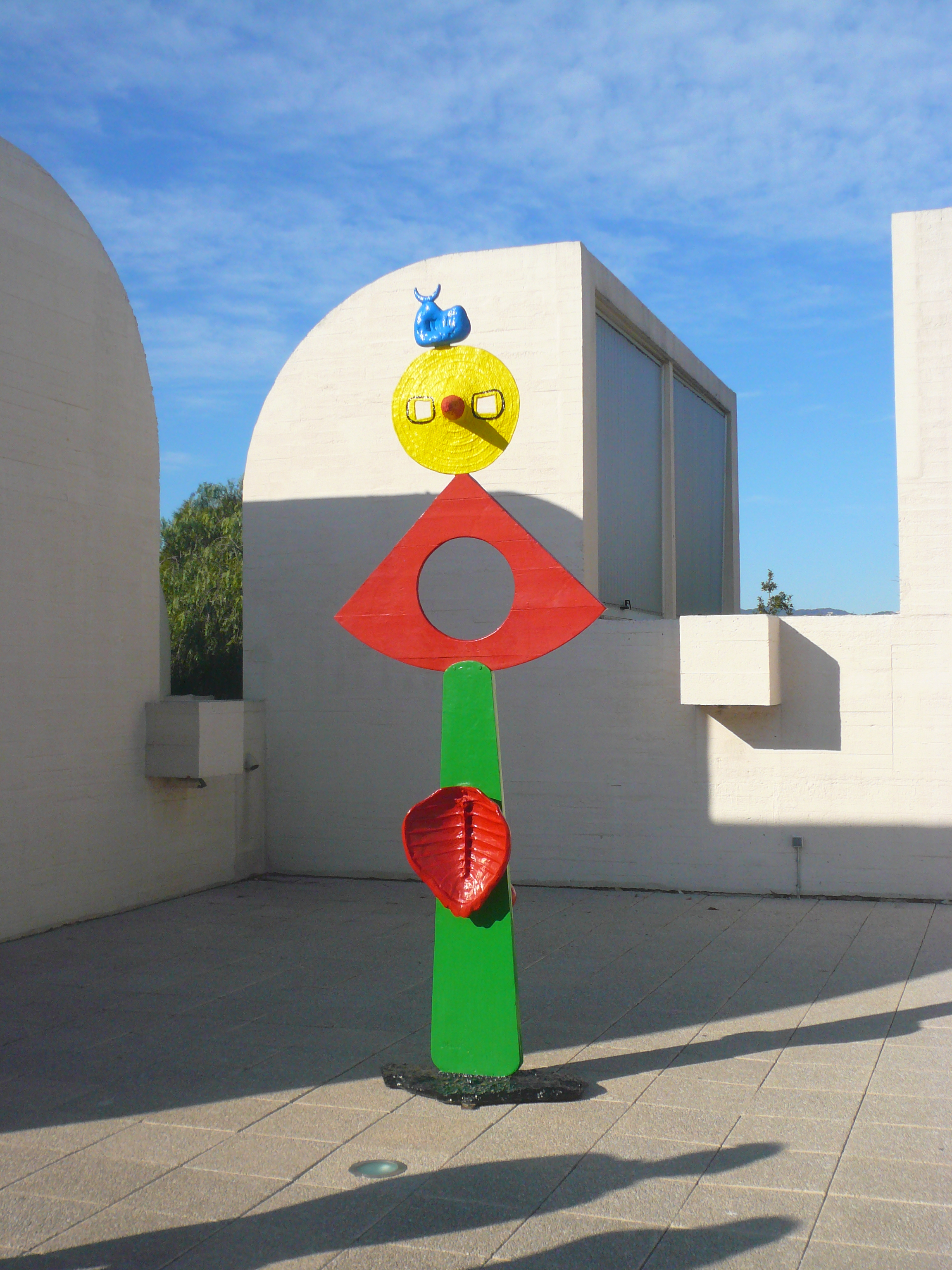
Sculptuur in de Fundació Joan Miró

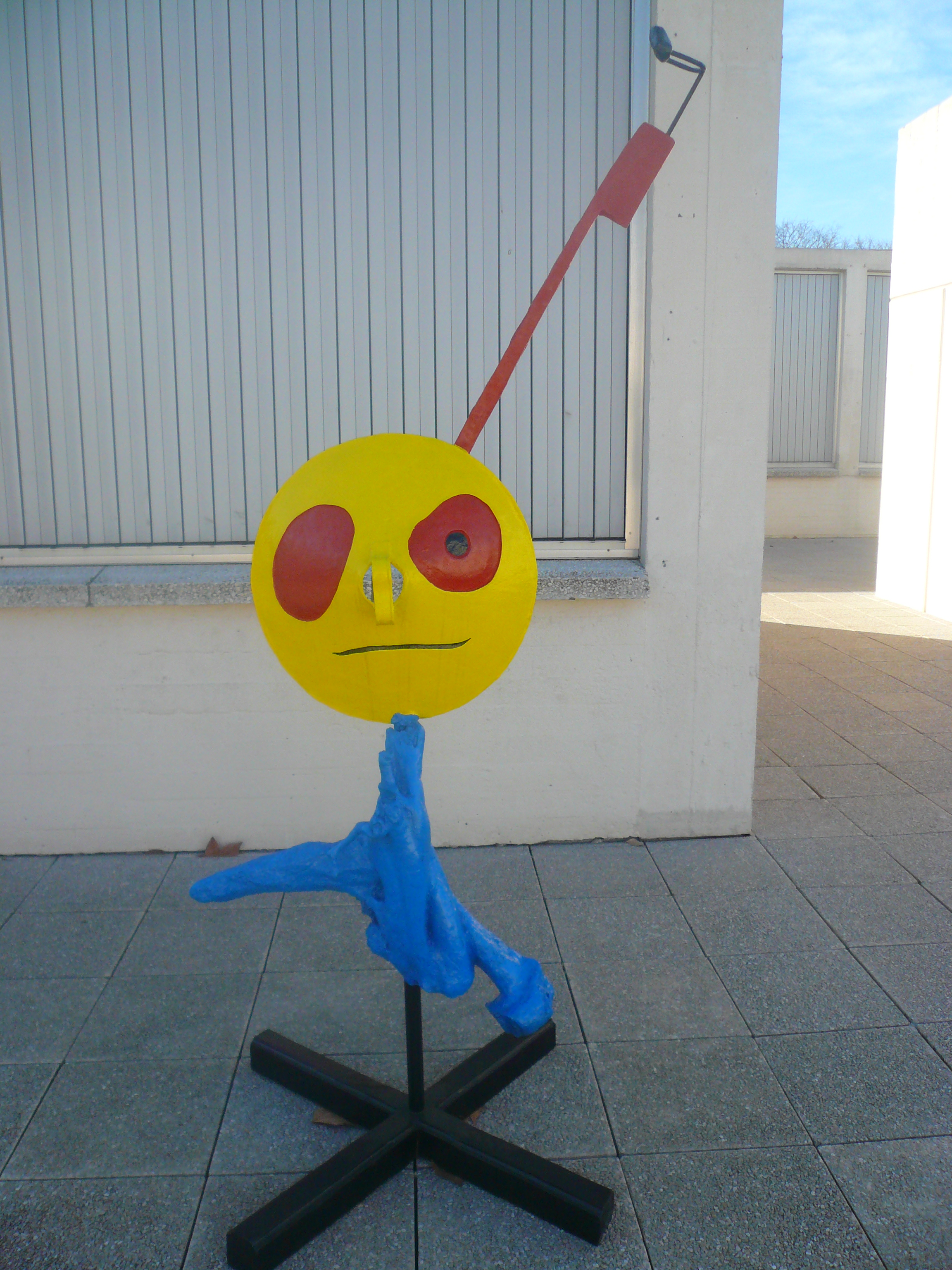
Sculptuur in de Fundació Joan Miró

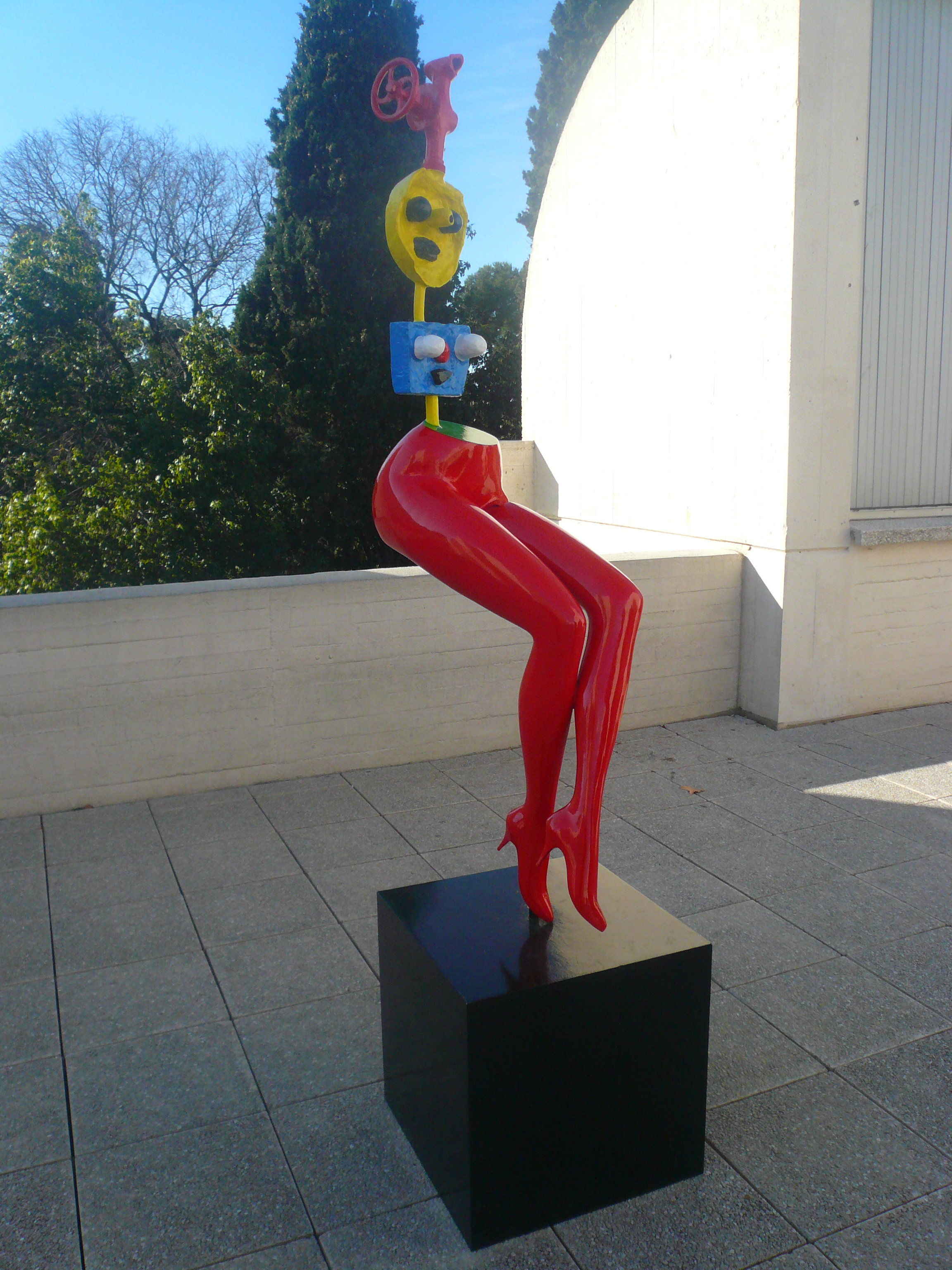
Sculptuur in de Fundació Joan Miró

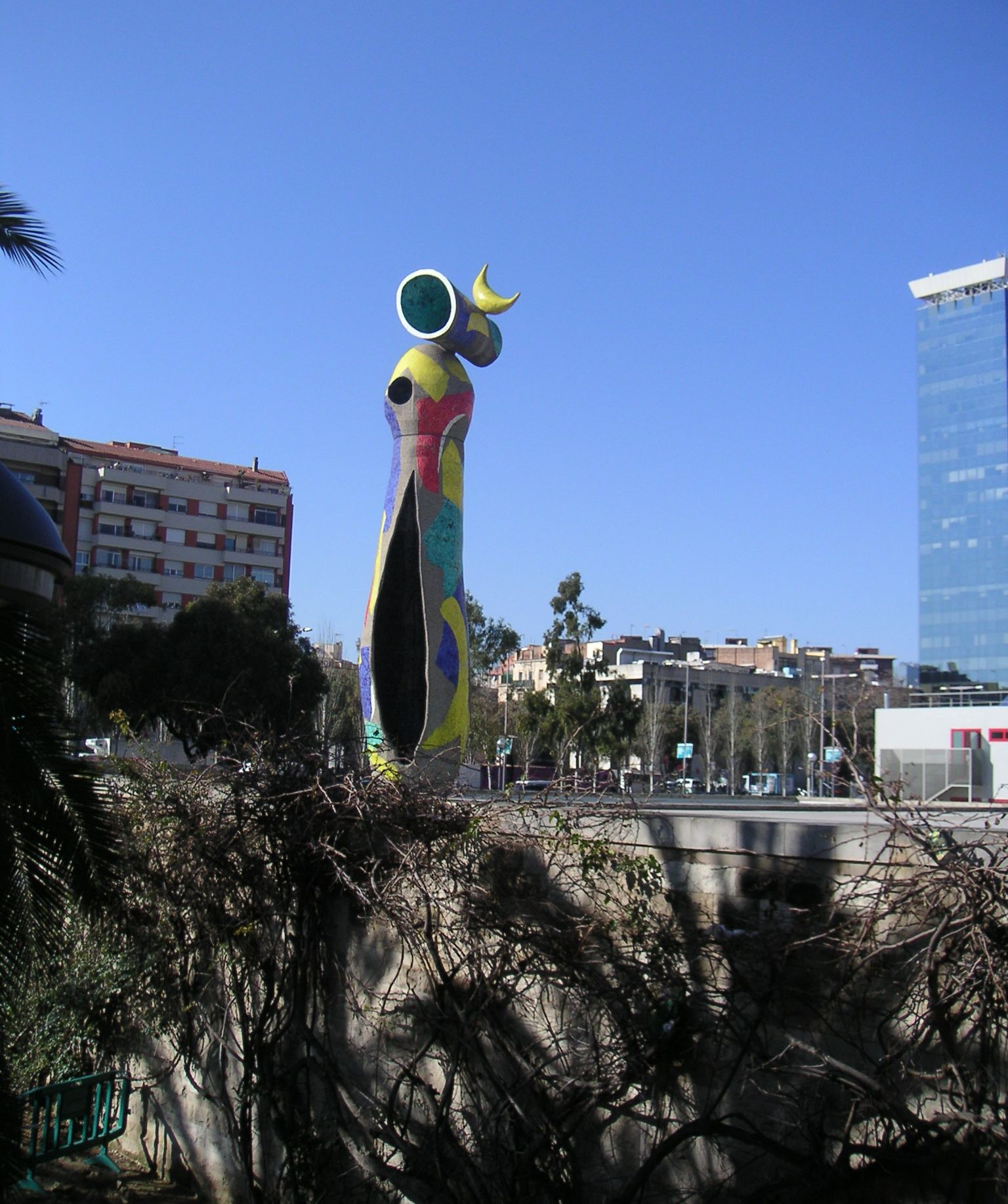
Joan-Mirópark in Barcelona

Joan Miró (Barcelona, 20 april 1893 – Palma, 25 december 1983) was een Spaans kunstschilder, beeldhouwer, graficus en keramist. Hij wordt gezien als een van de grootste surrealisten.

## Biografie
Miró was de zoon van een goudsmid en horlogemaker. Aanvankelijk volgde hij een handelsopleiding, maar in 1912 begon hij een kunstopleiding in Barcelona. In 1920 verhuisde hij naar Parijs, waar hij lessen nam aan de Académie de la Grande Chaumière. In Parijs sloot Miró vriendschappen met Picasso, Max Ernst, Hans Arp en Magritte en kwam hij onder de invloed van het kubisme. Evenals Picasso en Georges Braque heeft Miró nooit de conclusies van het kubisme doorgezet tot volledige abstractie. Zijn vormen, hoe vervreemdend ook, refereren altijd aan de realiteit - aan de concrete realiteit, of aan de realiteit zoals die bestaat tijdens het dromen.
In 1925 ontmoette hij André Breton, de grondlegger en theoreticus van het surrealisme. Miró sloot zich nooit formeel aan bij de surrealistische beweging, of enige andere beweging, maar Breton noemde hem "de grootste surrealist van ons allemaal". De surrealist André Masson had naar eigen zeggen veel invloed op hem en introduceerde hem in kringen van Parijse dichters, schrijvers en filosofen.
In 1926 werkte hij met de surrealist Max Ernst aan decors en kostuums voor het ballet Romeo en Julia voor de Ballets Russes van Sergej Djagilev. Hij experimenteerde daarvoor met de grattage techniek. Daarbij wordt de (meestal opgedroogde) verf van het doek afgeschraapt, wat een bijzonder effect oplevert.
Bij het aanbreken van de Spaanse Burgeroorlog vluchtte Miró naar Frankrijk, waar hij eerst in Parijs, vervolgens in het kustplaatsje Varengeville-sur-Mer verbleef. Daar maakte hij de Constellatie-reeks. Opnieuw gedwongen door oorlogsgeweld, keerde Miró in 1940 definitief terug naar Spanje. In 1956 vestigde hij zich op het eiland Majorca. Miró trouwde op 12 oktober 1929 met Pilar Juncosa. In 1931 kreeg het echtpaar een dochter, Dolores.
In de jaren 70 kwam hij tot de serie die hij De hoop van de ter dood veroordeelde noemde. Hierin lijken zijn ervaringen met oorlog en geweld zich te openbaren. In een volledig lege ruimte trok hij een lijn die doet denken aan een strop, maar waarvan de onderkant open is gelaten. In 1959 zei Miró in een interview: "Als er onopzettelijk iets grappigs in mijn werk is, dan komt dat waarschijnlijk voort uit de behoefte te ontsnappen aan de tragische kant van mijn temperament. Het leven komt me absurd voor."
Miró werd in 1954 onderscheiden met de prijs voor grafische kunst van de Biënnale van Venetië. In 1958 kreeg hij de Guggenheim International Award. Hij was eredoctor van de Harvard-universiteit en van de Universiteit van Barcelona. In 1979 kreeg hij de allereerste Medalla d'Or de la Generalitat, de hoogste onderscheiding van de Catalaanse regering.

## Schilderstijl
Joan Miró wordt naast Picasso en Dalí beschouwd als een van de grote drie van de Spaanse 20ste-eeuwse moderne kunst.
In Parijs ontwikkelde hij onder invloed van surrealistische schrijvers en schilders zijn stijl, de biomorfische schilderkunst, die echter geen school heeft gemaakt, zodat het met recht een voor Miró kenmerkende stijl genoemd kan worden.

## Musea
In Spanje zijn twee musea aan hem gewijd, waarvan de Fundació Joan Miró in Barcelona het bekendste is. In Palma is het Fundació Pilar i Joan Miró Mallorca gevestigd
Zijn werken zijn in het bezit van diverse musea voor moderne kunst, zoals
- Fondation Maeght in Saint-Paul-de-Vence
- Lille Métropole Musée d'art moderne, d'art contemporain et d'art brut in Villeneuve-d'Ascq
- Museo Nacional Centro de Arte Reina Sofía in Madrid
- California Palace of the Legion of Honor in San Francisco
- Museum of Modern Art, Guggenheim Museum, Metropolitan Museum of Art in New York
- Minneapolis Institute of Arts in Minneapolis
- Museum of Fine Arts in Houston
- Museum of Fine Arts in Boston
- Peggy Guggenheim Collection in Venetië
- Philadelphia Museum of Art in Philadelphia

## Schilderijen
Een schilderij kan gestolen of verbrand worden, maar de geestdrift waarmee de kunstenaar anderen stimuleert nieuwe kunstwerken te maken – dat wat een kunstenaar werkelijk kenmerkt – kan niemand een kunstenaar afnemen".
— Miró

- Zelfportret, olieverf op linnen, 1919, 75 x 60 cm, Musée Picasso in Parijs
- Prades, het dorp, olieverf op linnen, 1917, 65 x 72 cm, Guggenheim Museum New York in New York
- Portret van Enric Cristofol Ricart, olieverf en kleurendruk op linnen, 1917, 81 x 65 cm, Metropolitan Museum of Art in New York
- Portret van Juanita Obrador, olieverf op linnen, 1918, 70 x 62 cm, Art Institute of Chicago in Chicago
- Groentetuin met ezel, olieverf op linnen, 1918, 64 x 70 cm, Moderna Museet in Stockholm
- De boerderij, olieverf op linnen, 1921-1922, 132 x 147 cm, National Gallery of Art in Washington
- De carbidlamp, olieverf op linnen, 1922-1923, 38,1 x 45,7 cm, Museum of Modern Art in New York
- De boerin, olieverf op linnen, 1922-1923, 81 x 65 cm, Centre Pompidou in Parijs
- Geploegde aarde, olieverf op linnen, 1923-24, 66 x 94 cm, Guggenheim Museum New York in New York
- Catalaans landschap (de jager), olieverf op linnen, 1923-24, 64,8 x 100,3 cm, Museum of Modern Art in New York
- Moederschap, olieverf op linnen, 1924, 92 x 73 cm, Scottisch National Gallery of Modern Art in Edinburg
- Landschap, olieverf op linnen, 1924-1925, 47 x 45 cm, Museum Folkwang in Essen
- De gentleman, olieverf op linnen, 1924, 52 x 36 cm, Kunstmuseum Basel in Bazel
- Kop van Catalaanse boer, 1925, olieverf, 146 x 114 cm, Verzameling G. Bonnier, Stockholm
- Danseres, olieverf op linnen, 1925, 115,5 x 88,5 cm, Collectie Rosengart in Luzern
- Siesta, olieverf op linnen, 1925, 97 x 146 cm, Centre Pompidou in Parijs
- Persoon, een steen naar een vogel gooiend, 1926, olieverf, 66 x 93 cm, Museum of Modern Art in New York
- Hollands interieur I, olieverf op linnen, 1928, 92 x 73 cm, Museum of Modern Art in New York
- Hollands interieur II, olieverf op linnen, 1928, 92 x 73 cm, Peggy Guggenheim Museum in Venetië
- Hollands interieur III, olieverf op linnen, 1928, 92 x 73 cm, Metropolitan Museum of Art in New York
- Portret van Mrs. Mills in 1750 (naar Constable), olieverf op linnen, 1929, 116,7 x 89,6 cm, Museum of Modern Art in New York
- Portret van een dame uit 1820, 1929, olieverf op linnen, 130 x 96 cm, Museum of Modern Art in New York
- Constructie, hout en metaal, 1930, 91 x 70,2 cm, Museum of Modern Art in New York
- Vlam in de ruimte en vrouwelijk naakt, olieverf op hout, 1932, 41 x 32 cm, Fundació Joan Miró in Barcelona
- Schilderij, olieverf op linnen, 1933, 130 x 162 cm, Collectie Dolors Miró Juncosa in bruikleen aan Fundació Joan Miró in Barcelona
- Schilderij, olieverf op linnen, 1933, 130 x 162 cm, Narodni Galerie in Praag
- Schilderij, olieverf op linnen, maart-juni 1933, 130 x 162 cm, Kunstmuseum Bern in Bern
- Zwaluw liefde, olieverf op linnen, 1934, 200 x 250 cm, Museum of Modern Art in New York
- Slak Vrouw Bloem Ster, ontwerp voor een wandtapijt, 1934, 195 x 172 cm, Reina Sofia in Madrid
- Figuren voor de natuur, olieverf op karton, 1935, 75 x 106 cm, Philadelphia Museum of Art in Philadelphia
- Portret van een jong meisje, olieverf op karton, 1935, 106 x 75 cm, New Orleans Museum of Art in New Orleans
- Figuren voor een metamorfose, eitempera op masonit, 1936, 50 x 57 cm, New Orleans Museum of Art in New Orleans
- Stilleven met oude schoen, olieverf op linnen, 1937, 81 x 116 cm, Museum of Modern Art in New York
- Vrouwenhoofd, olieverf op linnen, 1938,55 x 46 cm, Minneapolis Institute of Arts in Minneapolis
- Een ster liefkoost de boezem van een negerin, olieverf op linnen, 1938, 130 x 196 cm, Tate Gallery in Londen
- Zittende vrouw II, olieverf op linnen, 1938, 162 x 130 cm , Peggy Guggenheim Museum in Venetië
- Wandversiering voor een kinderkamer, olieverf op linnen, 1938, 80 x 315 cm, Toledo Museum of Art in Toledo
- Personen in de nacht, geleid door de fosforescerende sporen van de slakken, gouache en terpentijnverf op papier, 1940, 38 x 46 cm, Philadelphia Museum of Art in Philadelphia
- Cijfers en sterrenbeelden, verliefd op een vrouw, gouache en terpentijnverf op papier, 12.6.1941, 46 x 38 cm, Art Institute of Chicago in Chicago
- Vrouw en vogel voor de zon, gouache en pastel, 1942, 109 x 78 cm, Art Institute of Chicago in Chicago
- Danseres luisterend naar het orgelspel in een gotische kathedraal, olieverf op linnen, 1945, 195 x 130 cm, Fukuoka Art Museum in Japan
- Vrouwen en vogels bij zonsopgang, olieverf op linnen, 14.2.1946, 54 x 65 cm, Fundació Joan Miró in Barcelona
- Schilderij, olieverf op linnen, 1949, 81 x 54 cm, Emanuel Hofmann Foundation, in bruikleen aan Kunstmuseum Basel in Bazel
- Schilderij, olieverf, strikken en caseïne op linnen, 1950, 99 x 76 cm, Van Abbemuseum in Eindhoven
- Libel met rode vleugels bij de vervolging van een slang, die in spiralen naar de komeetster glijdt, olieverf op linnen, 1951, 81 x 100 cm, Reina Sofia in Madrid
- De vogel met rustige blik, de vleugels in lichterlaaie, olieverf op linnen, 1952, 81 x 100 cm, Staatsgalerie in Stuttgart
- Schilderij, 1953, olieverf, 195 x 378 cm, Guggenheim New York in New York
- Schilderij, olieverf op linnen, 1954, 46 x 38 cm, Fundació Joan Miró in Barcelona
- De muur van de zon, 1955-1958, Unescogebouw in Parijs
- De muur van de maan, 1955-1958, Unescogebouw in Parijs
- Blauw I, 4.3.1961, olieverf op linnen, 270 x 355 cm, Centre Pompidou in Parijs
- Blauw II, 4.3.1961, olieverf op linnen, 270 x 355 cm, Centre Pompidou in Parijs
- Blauw III, 4.3.1961, olieverf op linnen, 270 x 355 cm, Centre Pompidou in Parijs
- Vrouw III, 2.6.1965, olieverf en acryl op linnen, 116 x 81 cm, Fundació Joan Miró in Barcelona
- De skiles, olieverf op linnen, 1966, 195 x 324 cm, Museo de Arte Contemporaneo in Caracas
- Het goud van het hemelblauw, olieverf op linnen, 4.12.1967, 205 x 173 cm, Fundació Joan Miró in Barcelona
- Vogel in de nacht, olieverf op linnen, 23.5.1968, 41 x 24 cm, Fundació Joan Miró in Barcelona
- Catalaanse boer in de maneschijn, acryl op linnen, 26.3.1968, 162 x 130 cm, Fundació Joan Miró in Barcelona
- Vlucht van de libel voor de zon, olieverf op linnen, 26.1.1968, 174 x 244 cm, National Gallery of Art in Washington D.C.
- Gedicht I, olieverf op linnen, 17.5.1968, 205 x 174 cm, Fundació Joan Miró in Barcelona
- Vrouw in de nacht, acryl en olieverf op linnen, 26.11.1970, 55 x 46 cm, Fundació Joan Miró in Barcelona
- Letter en cijfers aangetrokken door een vonk I, acryl op linnen, 5.6.1968, 146 x 114 cm, Fundació Joan Miró in Barcelona
- Mei 1968, acryl op linnen, 1973, 200 x 200 cm, Fundació Joan Miró in Barcelona
- Hoofd, acryl op linnen, 1.3.1974, 65,1 x 50 cm, Fundació Joan Miró in Barcelona
- De hoop van een ter dood veroordeelde I-III, acryl op linnen, 9.2.1974, 267 x 351 cm, Fundació Joan Miró in Barcelona
- Ontwerp voor La Defense, polyester beschilderd, 1975, 273 x 127 x 140 cm, 300 x 160 x 140 cm, Fundació Joan Miró in Barcelona
- Vogels in de ruimte, acryl op linnen, 5.6.1978, 33,1 x 23,9 cm, Fundació Joan Miró in Barcelona
- Figuren, vogels, ster, acryl op linnen, 1978, 88,7 x 115 cm, Fundació Joan Miró in Barcelona
- Wandtapijt van de Fundació Joan Miró, wol, 1979, 750 x 500 cm, Fundació Joan Miró in Barcelona

## Trivia
In aflevering 12 van het 29e seizoen van The Simpsons wordt Homer beschuldigd van het stelen van het schilderij De Dichteres van Miró.

## Afbeeldingen

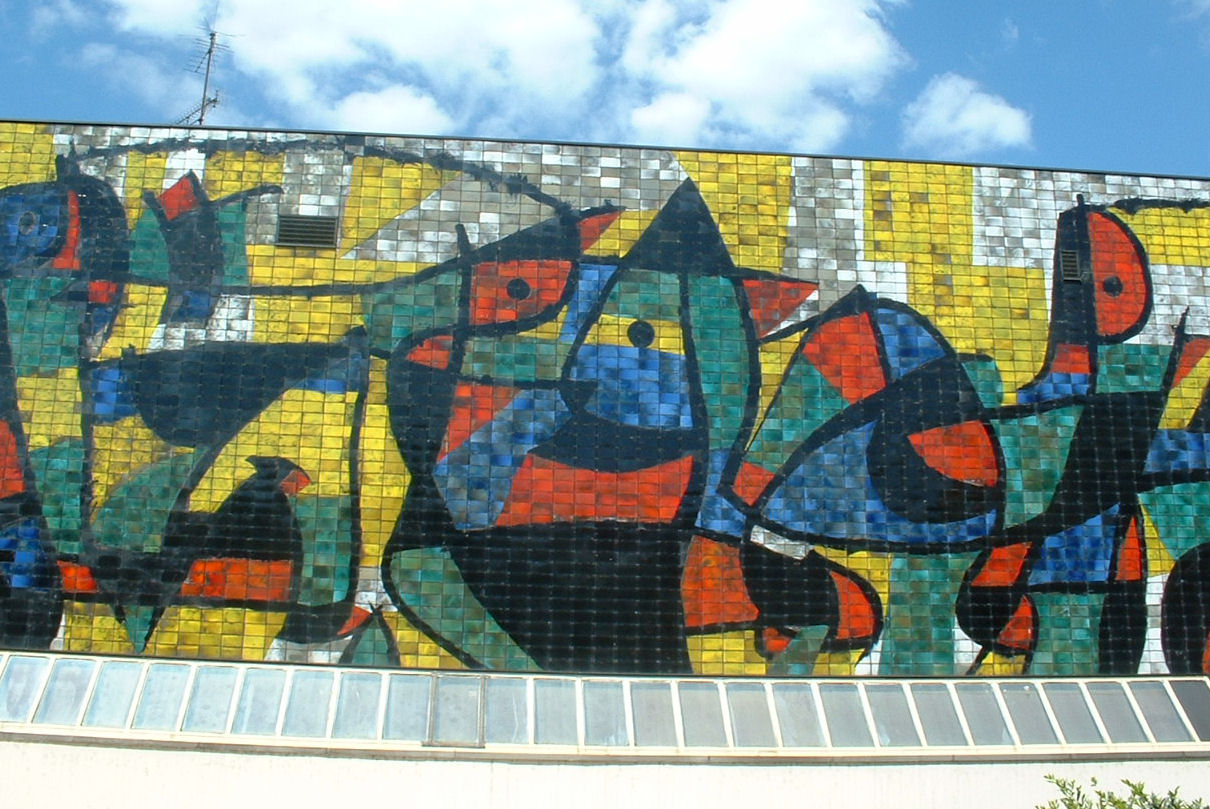
Wandmozaïek in Ludwigshafen am Rhein
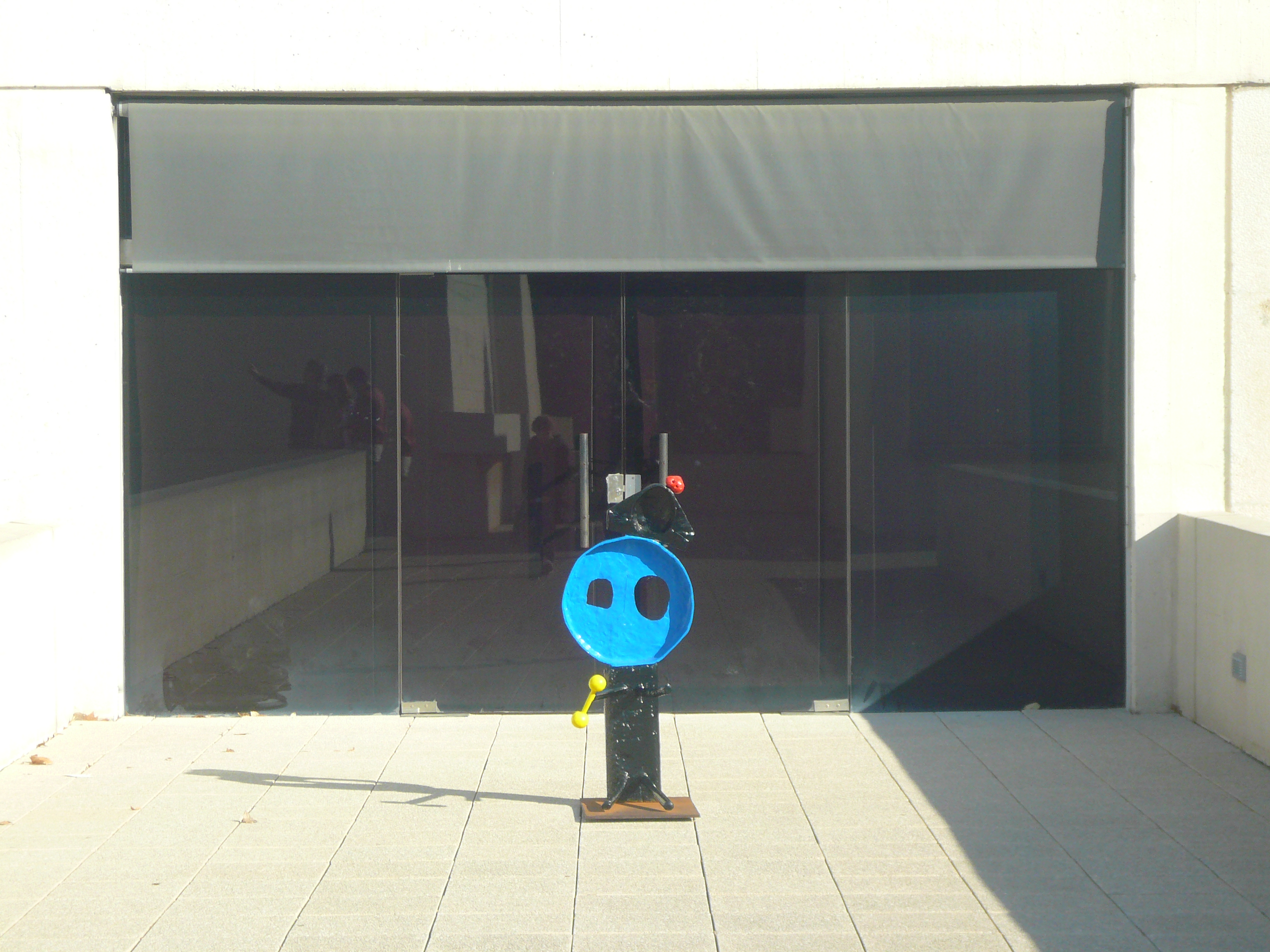
Sculptuur in de Fundació Miró
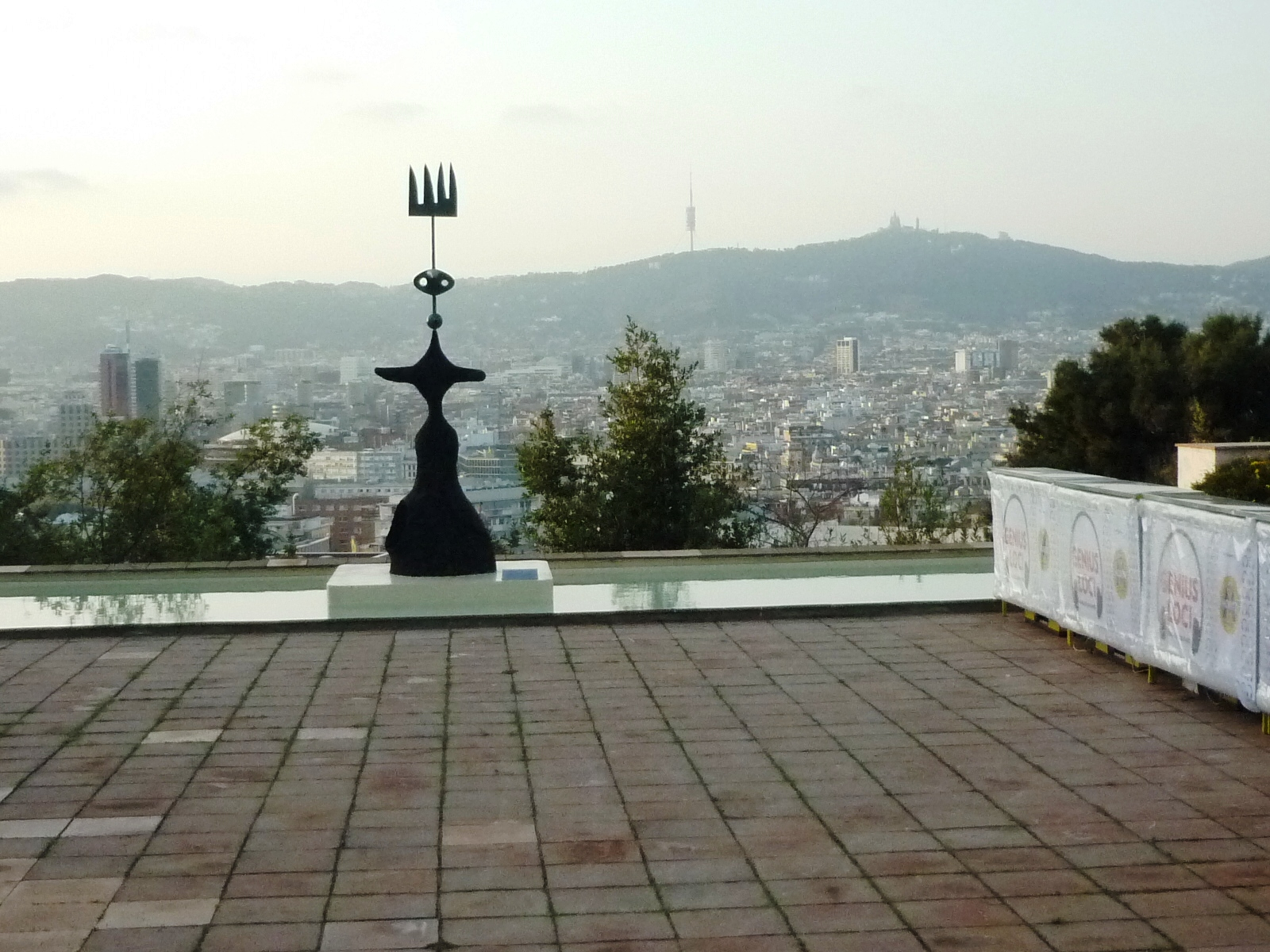
Sculptuur in de Fundació Joan Miró
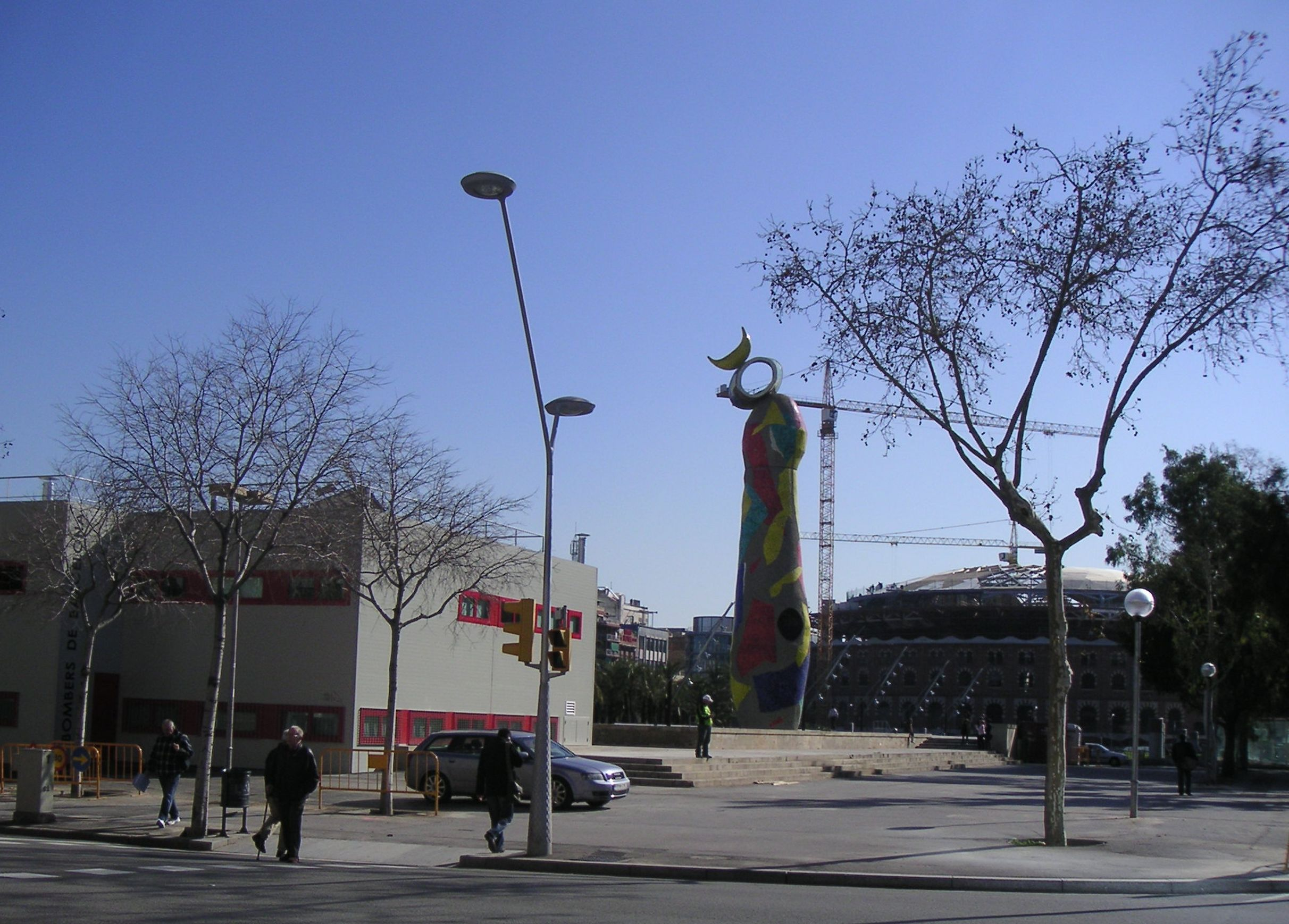
Joan-Mirópark in Barcelona
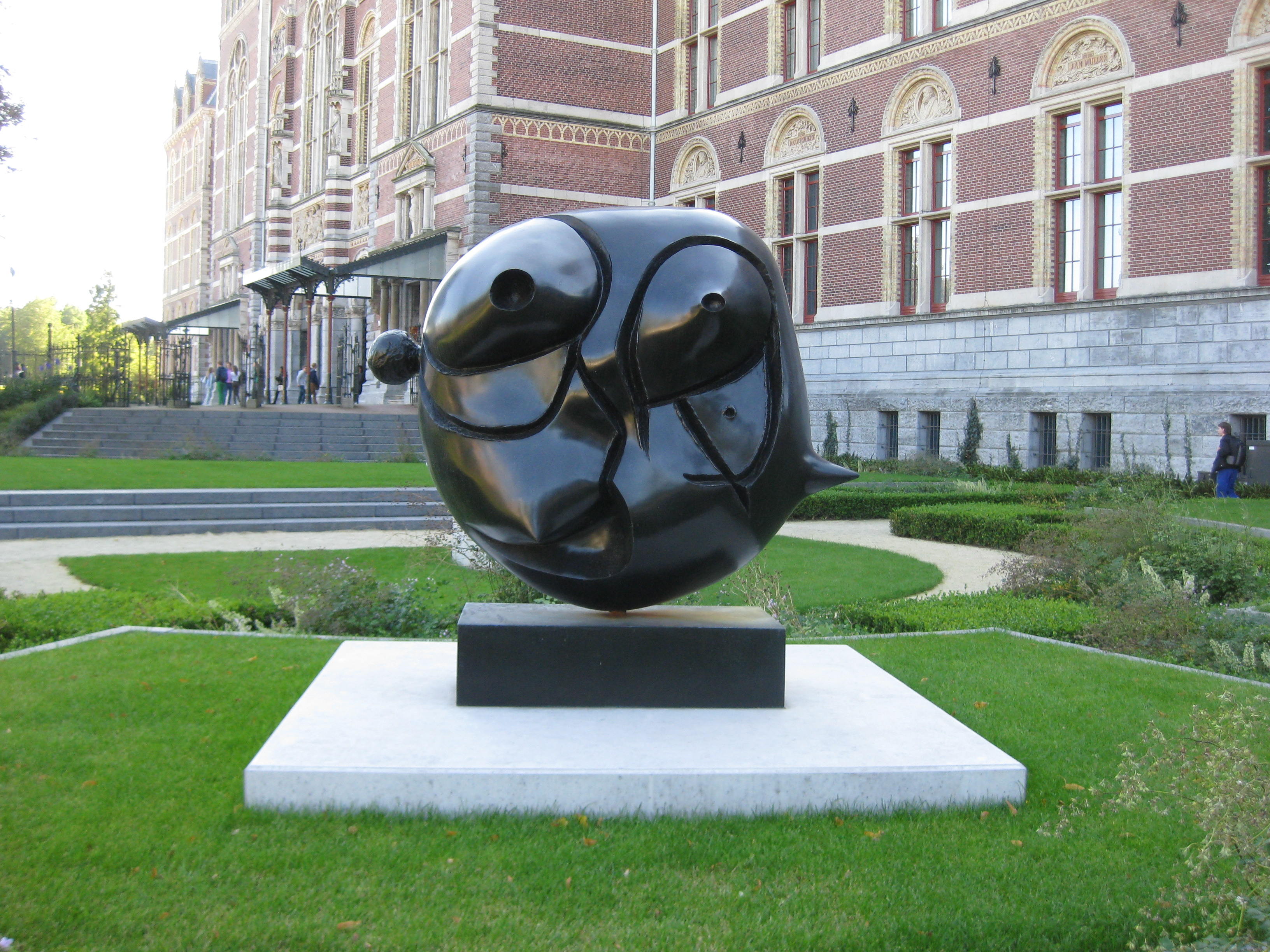
Tête uit 1974